# Col·legi d'Arts i Ciència de la Universitat de Nova York
La Facultat d'Arts i Ciències de la Universitat de Nova York (en anglès: '''New York University College of Arts & Science''') és una institució universitària dedicada a l'ensenyament de programes de pregrau en arts liberals. Aquesta facultat gestiona l'estació de ràdio WNYU-FM 89.1, que transmet a tota l'àrea metropolitana de Nova York. També supervisa diversos clubs de periodisme estudiantil en col·laboració amb l'Institut de Periodisme Arthur L. Carter, entre els quals es troben els diaris Washington Square News, Washington Square Local, NYU Local, així com les publicacions literàries Washington Square Review i The Minetta Review. Encara que no té una afiliació oficial, la facultat està relacionada amb la revista còmica del campus The Plague, que va començar la seva existència el 1978. A més, la facultat patrocina algunes tradicions estudiantils, com ara l'Apple Fest, el Violet Ball, el Strawberry Festival i el desdejuni semestral de mitjanit, on els responsables d'assumptes estudiantils ofereixen un esmorzar gratuït als estudiants abans dels exàmens finals.
Aquesta facultat també té una història de societats secretes, amb la Societat Filomàtica i la Societat Eucleana fundades el 1832; Edgar Allan Poe va ser un invitat ocasional. Quan l'Associació de Filomàtica es va dissoldre, els seus membres restants van formar l'Andiron Club el 1904. El club més famós del campus és La Societat del Drac Vermell, fundada l'any 1898 i encara en actiu.

## Societats
La Societat Filomàtica (en anglès: Philomathean Society) de la Universitat de Nova York va ser una societat literària estudiantil establerta pels alumnes el 1832. Aquesta entitat va compartir el seu nom amb altres societats universitàries, com la Societat Filomàtica de la Universitat de Pennsilvània. La Societat Filomàtica tenia com a competidora la Societat Eucleana. Tot i que tant la Filomàtica com l'Eucleana prohibien l'afiliació a la societat rival, els primers registres indiquen que alguns membres inicials van ser expulsats o van renunciar per unir-se a la seva competidora.
La Societat de Filomàtica disposa de biblioteca pròpia i ha augmentat el seu currículum per orientar millor els alumnes. La Universitat ofereix a la Societat un espai propi a l'edifici principal de la Universitat. Poe era un visitant freqüent de les comunitats Filomàtica i Eucleana, i vivia a la Plaça. L'associació es va dissoldre el 1888.
La Societat Eucleana (en anglès: Eucleian Society) va ser una societat literària estudiantil establerta a la Universitat de Nova York el 1832. Inicialment, va adoptar el nom de Societat Adelfica. Després d'un debat, es va optar pel nom Eucleana en honor a Euclea, la deessa de l'honor, el prestigi i la bona reputació. Aquesta societat estava compromesa a fomentar les arts literàries, i els seus membres realitzaven debats d'una hora, precedits per la lectura d'assaigs, discursos i poemes, alguns dels quals eren publicats en reunions anuals o d'aniversari. Al llarg del segle xx, els euclidians van publicar tres revistes literàries: The Knickerbocker, The Medley i The Geyser. Segons els registres, aquesta societat va deixar de existir aproximadament a la dècada de 1940.